# Bạo động Ai Cập, 2013
Bạo lực chính trị và tình trạng bất ổn dân sự bùng nổ do hậu quả của cuộc đảo chính Ai Cập năm 2013 (được một số phương tiện truyền thông gọi là cuộc khủng hoảng Ai Cập ). Ngay sau vụ lật đổ tổng thống Ai Cập Mohamed Morsi ngày 3/7/2013 bởi Các lực lượng vũ trang Ai Cập trong khi có các cuộc biểu tình của dân chúng chống lại sự cầm quyền của Morsi, nhiều người tham gia biểu tình đã tập hợp gần Nhà thờ Hồi giáo Rabia Al-Adawiya để kêu gọi sự trở lại nắm quyền của Morsi và lên án quân đội trong khi những người khác thì bày tỏ ủng hộ quân đội và chính quyền lâm thời. Các cuộc đụng độ chết người tiếp tục trong vài ngày, với hai sự kiện đặc biệt đẫm máu được các quan chức Huynh đệ Hồi giáo mô tả là "thảm sát" gây ra bởi lực lượng an ninh. Trong tháng Ramadan (10 tháng 7- 7 tháng 8), thủ tướng Hazem al-Beblawy đã đe dọa  giải tán những người biểu tình ngồi ủng hộ Morsi ở quảng trường Rabaa al-Adaweya và quảng trường al-Nahda. Các cuộc đàn áp của chính phủ đối với các cuộc biểu tình xảy ra trong "đụng độ" ngày 14 tháng 8  Vào giữa tháng 8, bạo lực giữa người Hồi giáo và quân đội leo thang, với hàng chục người thiệt mạng, và chính phủ tuyên bố lệnh giới nghiêm ban đêm kéo dài cả tháng.